# Bertiolo
Bertiolo é uma comuna italiana da região do Friuli-Venezia Giulia, província de Udine, com cerca de 2.542 habitantes. Estende-se por uma área de 26,21 km², tendo uma densidade populacional de 98 hab/km². Faz fronteira com Codroipo, Lestizza, Rivignano, Talmassons, Varmo.

## Demografia
| Variação demográfica do município entre 1861 e 2011                               |
|                                                                                   |
| Fonte: Istituto Nazionale di Statistica (ISTAT) - Elaboração gráfica da Wikipedia |